# Ossibia picata
Ossibia picata là một loài bọ cánh cứng trong họ Cerambycidae.